# Jaime Allende
Jaime Allende Maíz (Bilbao/baskijski: Bilbo, Španjolska, 22. srpnja 1924. – 19. listopada 2003.) je bivši španjolski hokejaš na travi. 
Na hokejaškom turniru na Olimpijskim igrama 1948. u Londonu je igrao za Španjolsku. Odigrao je sva tri susreta na mjestu napadača.

## Vanjske poveznice
- (šp.) Španjolski olimpijski odbor  Arhivirana inačica izvorne stranice od 3. ožujka 2016. (Wayback Machine) Profil
- Profil na Sports-Reference.com  Arhivirana inačica izvorne stranice od 5. srpnja 2009. (Wayback Machine)